# صادق العظم
صادق بن صالح مؤید آلِ العَظَم (؟ - ۱۹۱۱) فرمانده نظامی در ارتش عثمانی و سفرنامه‌نویس سوری بود. سلطان عبدالحمید او را نزد منلیک دوم، پادشاه حبشه به عنوان نماینده فرستاد (۱۸۹۶م/ ۱۳۱۳ق). در این مأموریت، سفرنامه‌اش را با عنوان الرحلة الی صحراء إفریقیة الکبری (سفر به صحرای بزرگ آفریقا) را در سال ۱۹۰۱ / ۱۳۱۳ق به ترکی نگاشت. همچنین سفرِ حبشه را نوشت. العظم به مأموریت‌های دیگری فرستاده شده، مانند بلغارستان.